# L.L. Junior
Lesi László Csaba azaz L.L. Junior (Budapest, 1981. január 3. –) roma származású magyar rapper, előadó-dalszerző. A Fekete Vonat egykori tagja.

## Zenei karrier

### Fekete Vonat
Az 1990-es évek végén alakította meg két társával (Fatima és Beat) együtt a Fekete Vonat nevű formációt. A csapat nagy sikert aratott Magyarországon: két platina és egy aranylemezt kaptak.
Sikerük csúcsán a csapat közös megegyezés alapján szétvált és Junior 2001-ben elutazott Amerikába, és nagy sikert aratott. 

### Szólókarrier
Egy év szünet után hazatért és 2002-ben a Private Moon-nal megcsinálta első szólóalbumát, amely a Köszönöm Nektek címet kapta. Az albumról 3 kislemez jelent meg: a Raggamoffin, a Hogy mondjam el és a Korkorro dalokból.
2003-ban jelent meg Junior második albuma A tűz mindig tombol címmel. Az albumról két kislemez jelent meg: a Ragamoffin 2 és a A tűz mindig tombol dalokból.
2004-ben megjelent Az én világom című harmadik album, amely meghozta a várva várt aranylemezt L.L. Juniornak. Az albumról két kislemez jelent meg: a Rabszolga lány és a Mr. Raggamoffin dalokból.
2005-ben VIVA COMET díjra is jelölték a legjobb férfi előadó kategóriában.[forrás?]
A negyedik albuma 2005. augusztus végén jelent meg melynek címe Falak ez a cím utalás arra, hogy ne ítéljünk el senkit a bőre színe miatt, és végre bontsuk le az egymás közé épített falakat, melyek nyitottságunk akadályai, „színezzük be a világot” és éljünk benne előítéletek nélkül![forrás?]
Az albumról két kislemez jelent meg: az Az Éjszakákat járom, és a Normális srác című dalokból.
2006-ban a Magyar Televízió Krém c. műsorában együtt énekelt Kovács Kati Kossuth-díjas énekesnővel, illetve egymás dalait is előadták. Ebben az évben jelent meg ötödik albuma Olaj a tűzre címmel. Az albumról csupán egyetlen kislemez jelent meg a Táncolj című dalból, mely egyik legsikeresebb száma lett[forrás?].
Az albumról két klip is készült, az előbb említett Táncolj és a Stefanoval közösen készült Thrin zhene című dalból, mely roma nyelven íródott. Ez a dal is szintén nagy sikert aratott.
2007-ben jelent meg hatodik albuma Fehér Holló címmel, melyről három rendkívül sikeres kislemez jelent meg. Az első kislemez a Stefano közreműködésével készült Álomszép lány című dalból készült, amely a Megy a gőzös című film főcímdala lett.
A második kislemez a Trin zhene (Válassz engem) című dalból készült, melyet szintén Stefanoval énekel. Az album legsikeresebb száma a Van nekem egy anyósom/Akarom, amely a második legnézettebb magyar videóklip a YouTube-on[forrás?], Magyarországon egyedülálló módon több mint 2 000 000 alkalommal nézték meg (ez L.L. Junior 5. olyan videóklipje amelyet több mint 1 000 000 alkalommal néztek meg a YouTube-on, mely egyedülálló a magyar zenészek körében).[forrás?] Ennek köszönhetően 2008-ban szintén VIVA Comet díjra jelölték a legjobb férfi előadó kategóriában, amit akkor már megnyert.[forrás?]
2008-ban jelent meg 7. albuma Nincs határ címmel. Az album első kislemeze az Összetart a dal című dalból készült, amelyet Stefanoval és Nótár Maryvel énekel. 2008 nyarán újabb klippel jött ki lemezről, L.L. Junior egy egészen rendkívüli videóklippel lepte meg a rajongótáborát. Merre visz az út? című dalához olyan videót képzelt el a rapper, amelyben a Magyar Honvédség kétszáz kiváló katonája vonul fel. A drámai jelenetekért a felelősséget vállalták.
2009. augusztus végén megjelent 8. albuma Álmatlanság címmel. Az albumon 12 dal kapott helyet. Erről az albumról Junior nem készített videóklipet.
2010 szeptemberében megjelent 9. szólóalbuma Impresszió címmel, melyen 12 dal kapott helyet. Az albumról két videóklip is készült, az első a Mondd el című dalból készült. A klipben olyan áttörő technikai újdonságokat is alkalmaztak, mint a 3D technológia. A lemezről a második klip két dalból készült Az éjszaka ritmusa és az Őrült lennék című dalból.
2011 szeptemberében megjelent Junior 10. szólóalbuma, ami Best of lemez lett. Rajta a régebbi slágerek remixelve hallhatók. A Best of albumon egy új dal kapott helyet Most kezdődik el címmel, amiből egy magasköltségű full animációs klip készült. Egy 2011-es felmérés szerint L.L.Junioré a legtöbb egymilliós nézettségű videó a YouTube-on. Ha összeszámolnak a Juniorról feltett összes videót bele értve a nem klipes videókat is, az meghaladná a 60 milliót is, ami messze meghaladja a többi magyar zenészét.
Családja
Első két gyermekének édesanyja Hopp Csilla. Ebből a kapcsolatból született nagyobbik fia, Lacika 2013. január 31-én jött a világra. Kisebbik fia, Dávidka, aki 2016. szeptember 16-án született, 2019. augusztus 31-én egy — az úttesten történt — tragikus közúti baleset áldozata lett.
2019. év elején feleségül vette Körtvélyessy Zsolt színész és Egerszegi Judit színésznő lányát, Körtvélyessy Kingát (1983), akivel már 2016 óta egy párt alkottak, de 2023. október 4-én hivatalosan elváltak egymástól. Közös lányuk, Lili 2020. szeptember 17-én látta meg a napvilágot.

## Diszkográfia

### Albumok
| Év   | Album                                      | Legmagasabb helyezés                   | Minősítés    |
| Év   | Album                                      | MAHASZ Top 40 album- és válogatáslemez | Minősítés    |
| ---- | ------------------------------------------ | -------------------------------------- | ------------ |
| 2002 | Köszönöm Nektek - Megjelenés: 2002         | 35                                     |              |
| 2003 | A tűz mindig tombol - Megjelenés: 2003     | 19                                     |              |
| 2004 | Az én világom - Megjelenés: 2004           | 7                                      | - Aranylemez |
| 2005 | Falak - Megjelenés: 2005                   | 6                                      |              |
| 2006 | Olaj a tűzre - Megjelenés: 2006            | 8                                      |              |
| 2007 | Fehér Holló - Megjelenés: 2007             | 6                                      |              |
| 2008 | Nincs határ - Megjelenés: 2008             | 12                                     |              |
| 2009 | Álmatlanság - Megjelenés: 2009             | 17                                     |              |
| 2010 | Impresszió - Megjelenés: 2010              |                                        |              |
| 2011 | Best of L.L.Junior - Megjelenés:2011       |                                        |              |
| 2012 | Non plus ultra - Megjelenés:2012           |                                        |              |
| 2013 | Belső hang - Megjelenés:2013               |                                        |              |
| 2014 | Zenemánia - Megjelenés:2014                |                                        |              |
| 2015 | Önmegvalósulás - Megjelenés:2015           |                                        |              |
| 2016 | Az én utam - Megjelenés:2016               |                                        |              |
| 2017 | Más környékről származom - Megjelenés:2017 |                                        |              |
| 2018 | Gettó elegancia - Megjelenés:2018          |                                        |              |

### Videóklipek
- Raggamoffin (2002)
- Hogy mondjam el? (2003)
- Korkorro-Egyedül (2003)
- Ragamoffin 2 (2003)
- A tűz mindig tombol (2004)
- Mr. Raggamoffin (2004)
- Rabszolgalány (2005)
- Az Éjszakákat járom (2005)
- Normális srác/Szabadság (2005)
- Vigyázz! (2005) feat. Kamikaze
- Trin zhene-Válassz engem (2006)
- Táncolj (2006)
- Álom szép lány (2007) feat Stefano
- Van nekem egy Anyósom/Akarom (2007)
- Összetart a dal (2008) feat. Stefano és Nótár Mary
- Merre visz az út (2009)
- Mondd el (2010)
- Az éjszaka ritmusa / Őrült lennék (2011)
- Most kezdődik el (2012)
- Facultas induló (2012)
- Gizda (2012)
- Csak a tiéd (2013)
- Ma éjjel (2013) feat. Desperado
- Az én szívem (2013) feat. Nótár Mary
- Ennyi volt (2014)
- Ütött az óra (2014)
- Úgy szeretnék (2014) feat. Kenedi Veronika
- Dől a lé-Cash with skills (2015) feat. Varga Viktor
- Önmegvalósulás (2015) feat. Mohamed Fatima
- Aj devlale-Kérlek ne szólj (2016)
- Legszebb tévedés (2016)
- Neon lányai (2017)
- Végállomás (2017)
- Utolsó szívverés (2017)
- Minden oké (2018)
- Minek ez a távolság (2018)
- Nem igaz, nem igaz (2018)
- Hazug világ (2020)

#### Közreműködés
- Trin zhene (Válassz engem) feat. Stefano
- VIVA Comet Allstars – Ha zene szól

Ez a lány (feat) G.w.M

#### Főcímdalok
- Vigyázz! feat. Kamikaze (Nyócker)
- Álomszép lány feat. Stefano (Megy a gőzös)

#### Slágerlistás dalok
| Év                        | Dalok                                             | Legmagasabb helyezés | Legmagasabb helyezés   | Legmagasabb helyezés | Legmagasabb helyezés | Legmagasabb helyezés         | Legmagasabb helyezés | Album                             |
| Év                        | Dalok                                             | VIVA Chart           | MAHASZ Editors' Choice | MAHASZ Rádiós Top 40 | MAHASZ Dance Top 40  | MAHASZ Single (track) Top 10 | EURO 200             | Album                             |
| ------------------------- | ------------------------------------------------- | -------------------- | ---------------------- | -------------------- | -------------------- | ---------------------------- | -------------------- | --------------------------------- |
| 2002                      | Raggamoffin                                       | 11                   |                        |                      |                      | 6                            |                      | Köszönöm Nektek                   |
| 2003                      | Hogy Mondjam El? Egyedül (Korkorro) Raggamoffin 2 | 20 9 3               |                        | 31                   |                      |                              |                      | A tűz mindig tombol               |
| 2003                      | A tűz mindig tombol                               | 10                   |                        | 18                   |                      |                              |                      | A tűz mindig tombol               |
| 2004                      | Mr. Raggamoffin                                   | 11                   |                        |                      | 15                   |                              |                      | Az én világom                     |
| 2004                      | Rabszolga lány                                    | 1                    |                        |                      | 27                   |                              |                      | Az én világom                     |
| 2004                      | Vigyázz! feat. Kamikaze                           | 32                   |                        |                      |                      |                              |                      | Nyócker filmzene                  |
| 2005                      | Az éjszakát járom                                 | 3                    |                        |                      |                      |                              |                      | Falak                             |
| 2006                      | Normális Srác/Szabadság                           | 3                    |                        |                      |                      |                              |                      | Falak                             |
| 2006                      | Táncolj                                           | 3                    |                        |                      |                      |                              |                      | Olaj a tűzre                      |
| 2007                      | Álomszép lány feat. Stefano                       | 1                    |                        |                      |                      |                              |                      | Megy a gőzös filmzene/Fehér holló |
| 2008                      | Van nekem egy anyósom/Akarom                      | 1                    |                        |                      |                      |                              |                      | Fehér holló                       |
| 2008                      | Összetart a dal feat. Stefano és Nótár Mary       | 6                    |                        |                      |                      |                              |                      | Nincs határ                       |
| 2009                      | Merre visz az út                                  | 1                    |                        |                      |                      |                              |                      | Nincs határ                       |
| Közreműködés kislemezeken |                                                   |                      |                        |                      |                      |                              |                      |                                   |

| Év                  | Kislemez                 | Legmagasabb helyezés | Legmagasabb helyezés   | Legmagasabb helyezés | Legmagasabb helyezés | Legmagasabb helyezés         | Legmagasabb helyezés | Album       |
| Év                  | Kislemez                 | VIVA Chart           | MAHASZ Editors' Choice | MAHASZ Rádiós Top 40 | MAHASZ Dance Top 40  | MAHASZ Single (track) Top 10 | EURO 200             | Album       |
| ------------------- | ------------------------ | -------------------- | ---------------------- | -------------------- | -------------------- | ---------------------------- | -------------------- | ----------- |
| 2007                | Trin zhene feat. Stefano | 7                    |                        |                      |                      |                              | 180                  | Fehér Holló |
| 2010                | Ha zene szól             | 1                    |                        | 2                    |                      |                              |                      |             |
|                     |                          | Összesítés           |                        |                      |                      |                              |                      |             |
| 1. helyezett számok | 1. helyezett számok      | 5                    |                        |                      |                      |                              |                      |             |
| Top 10-be bekerült  | Top 10-be bekerült       | 11                   |                        | 1                    |                      | 1                            |                      |             |
| Top 40-be bekerült  | Top 40-be bekerült       | 13                   |                        | 3                    | 2                    | 1                            |                      |             |

## Elismerések és díjak
- 1999 "Arany zsiráf díj "Az év hazai új irányzata" albuma – Fekete Vonat Fatima, LL.Junior, Beat
- 1999 "Arany zsiráf díj "Az év hazai felfedezettje" Fekete Vonat (Fatima, L.L.Junior, Beat)
- 2003 "Az év legjobb Rap és Hiphopelőadója" Bravo OTTO közönség díj
- 2003 "Az év legjobb énekese" Popcorn közönség díj
- 2004 "A Tűz mindig tombol-Az év R&B lemeze" Fongoram Magyar zenei díj
- 2004 Popcorn díj – A legjobb magyar sláger díj Mr.Raggamoffin
- 2005 Popcorn díj – Kedvenc Magyar rapelőadója
- 2005 VIVA Comet – Legjobb férfi előadó (jelölés)
- 2006 Popcorn díj – Az év legjobb videóklipje (Táncolj)
- 2007 Popcorn díj – Az kedvenc Magyar rapelőadója
- 2008 VIVA Comet – Legjobb férfi előadó
- 2010 BRAVO OTTO – A legjobb magyar férfi előadó (jelölés)
- 2010 VIVA Comet – A legjobb férfi előadó (jelölés)
- 2013 – Transilvanian Music Awards – Az év legjobb diszkó slágere (Desperado feat. LL Junior – Ma éjjel c. dal)